# Shine (álbum de Cyndi Lauper)
Shine é o oitavo álbum de estúdio da cantora americana Cyndi Lauper, lançado exclusivamente no Japão, em 2004. Seria lançado em 2001, mas a Edel Music, a gravadora sob a qual o projeto foi gravado, o engavetou. 
Após sua finalização as faixas vazadas de um disco de demonstração circularam rapidamente na Internet e em 2002 Lauper percebeu que não havia mais sentido em tentar lançá-lo de forma convencional. Em vez disso, dois EPs foram lançados: um deles também intitulado Shine e o outro de Shine Remixes.
As faixas são majoritariamente pop e flertam com a música eletrônica e a new wave enquanto incorporam instrumentos tradicionais como cítaras e violinos. As canções não são liricamente ligadas e exploram temas que vão desde o complexo de Madonna-prostituta à vida de celebridade.
Até dezembro de 2003 o EP Shine vendeu 41.000 cópias nos Estados Unidos, de acordo com a Nielsen SoundScan.

## Produção e conteúdo
As gravações ocorreram em Connecticut e na cidade natal da cantora, Nova York, e foi coproduzido com seu colaborador de longa William Wittman.
A música "Shine", que serviu de título para o disco, foi a escolhida como primeiro single e seu lançamento estava programado para 11 de setembro de 2001, pela Edel America Records.
O disco Shine seria o primeiro de canções inéditas desde Merry Christmas...Have a Nice Life, de 1998. O lançamento que deveria ter ocorrido em 2001 foi adiado, pois a gravadora que ela havia acabado de assinar decretou falência e deixou de existir.
Entre as canções que se destacam no disco está a faixa "It's Hard to be Me", cuja letra fala sobre Anna Nicole Smith, uma atriz e modelo erótica estadunidense, conhecida por ter sido a capa da Playboy e namorada do bilionário J. Howard Marshall II, um senhor de 89 anos; o relacionamento mobilizou a opinião pública, principalmente após a morte de Marshal II. A frase "It's Hard to be Me"  (É difícil ser eu, em português) foi dita por Smith no tribunal, na disputa pela herança. Sobre o relacionamento do casal, Lauper disse: "Aquela mulher já deveria ter ficado com todos os milhões apenas por ter transado com aquele velho uma vez". Smith tentou comprar os direitos da música, para utilizá-la como tema de seu reality show, mas Lauper recusou. Em 2010, Lauper permitiu que o piloto de televisão da produção independente Hard to Be Me usasse a faixa como tema.
Outra canção de destaque é "Madonna Whore" ("Madonna Prostituta", em português), muito embora houvessem especulações sobre a canção ser sobre a cantora pop (e tida como "rival" de Lauper nos anos de 1980, pela mídia) Madonna, a cantora negou essa possibilidade em entrevistas. A canção é sobre o chamado complexo de Madonna-prostituta.
Uma versão de "Who Let In The Rain" com diferentes arranjos da versão que aparece em Hat Full of Stars, que a cantora lançou em 1993 foi incluída.

## Lançamento e promoção
O lançamento ocorreu de forma independente, após problemas com a multinacional Epic Records, que iniciaram desde a produção de True Colors, ela chegou a dizer que: "precisava me afastar e precisava explorar um caminho independente." O EP foi finalmente lançado pelo selo independente Oglio em 16 de julho de 2002, mas os fãs já tinham contato com as músicas pois elas já tinham vazado na internet.
A promoção contou com um show em parceria com a cantora Cher. Durante a turnê, Lauper relatou ter ficado surpresa com o fato de boa parte do público saber cantar as canções do disco, mesmo a sua distribuição sendo pequena, feita por algumas lojas e pelo site oficial da cantora.

## Desempenho comercial
Em 3 de agosto de 2002, o EP atingiu a posição de #42 na parada de sucessos Independent Albums da revista Billboard, permanecendo por por apenas duas semanas nela. Até dezembro de 2003, o EP conseguiu vender mais de 41.000 cópias nos Estados Unidos, de acordo com a Nielsen SoundScan.

## Lista de faixas

### EP
- Créditos retirados do encarte do EP Shine, de 2002.[2]

| N.º | Título                    | Compositor(es)                | Duração |  |
| 1.  | "Shine"                   | Cyndi Lauper, William Wittman | 4:33    |  |
| 2.  | "It's Hard to Be Me"      | Lauper, Rob Hyman, Wittman    | 3:51    |  |
| 3.  | "Madonna Whore"           | Lauper, Wittman               | 3:34    |  |
| 4.  | "Water's Edge"            | Lauper, Hyman                 | 5:22    |  |
| 5.  | "Shine" (The Illicit Mix) | Lauper, Wittman               | 4:33    |  |

### Álbum
- Créditos retirados do encarte do álbum Shine, lançado em 2004.[13]

| N.º | Título                  | Compositor(es)                      | Duração |  |
| 1.  | "Shine"                 | Cyndi Lauper, William Wittman       | 4:33    |  |
| 2.  | "It's Hard to Be Me"    | Lauper, Rob Hyman, Wittman          | 3:51    |  |
| 3.  | "Madonna Whore"         | Lauper, Wittman                     | 3:34    |  |
| 4.  | "Wide Open"             | Lauper, Jan Pulsford                | 3:48    |  |
| 5.  | "Rather Be with You"    | Lauper, Doc Fleming, Marcello Nines | 3:24    |  |
| 6.  | "Who Let in the Rain"   | Lauper, Allee Willis                | 4:33    |  |
| 7.  | "Comfort You"           | Lauper, Jan Pulsford                | 4:11    |  |
| 8.  | "Eventually"            | Lauper, Ryuichi Sakamoto            | 5:28    |  |
| 9.  | "Waiting For Valentino" | Lauper, Jan Pulsford                | 5:10    |  |
| 10. | "This Kind of Love"     | Lauper, Nines                       | 3:53    |  |
| 11. | "Higher Plane"          | Lauper, Jan Pulsford                | 4:13    |  |
| 12. | "Water's Edge"          | Lauper, Hyman                       | 5:22    |  |
| 13. | "I Miss My Baby"        | Lauper, Jan Pulsford                | 3:22    |  |

## Tabelas

### Tabelas semanais
| Tabela musical (2002-2004)         | Melhor posição | Total de semanas |
| ---------------------------------- | -------------- | ---------------- |
| Japanese Albums (Oricon)           | 120            | 5                |
| Billboard (Top Independent Albums) | 42             | 2                |